# 特拉維夫希爾頓酒店

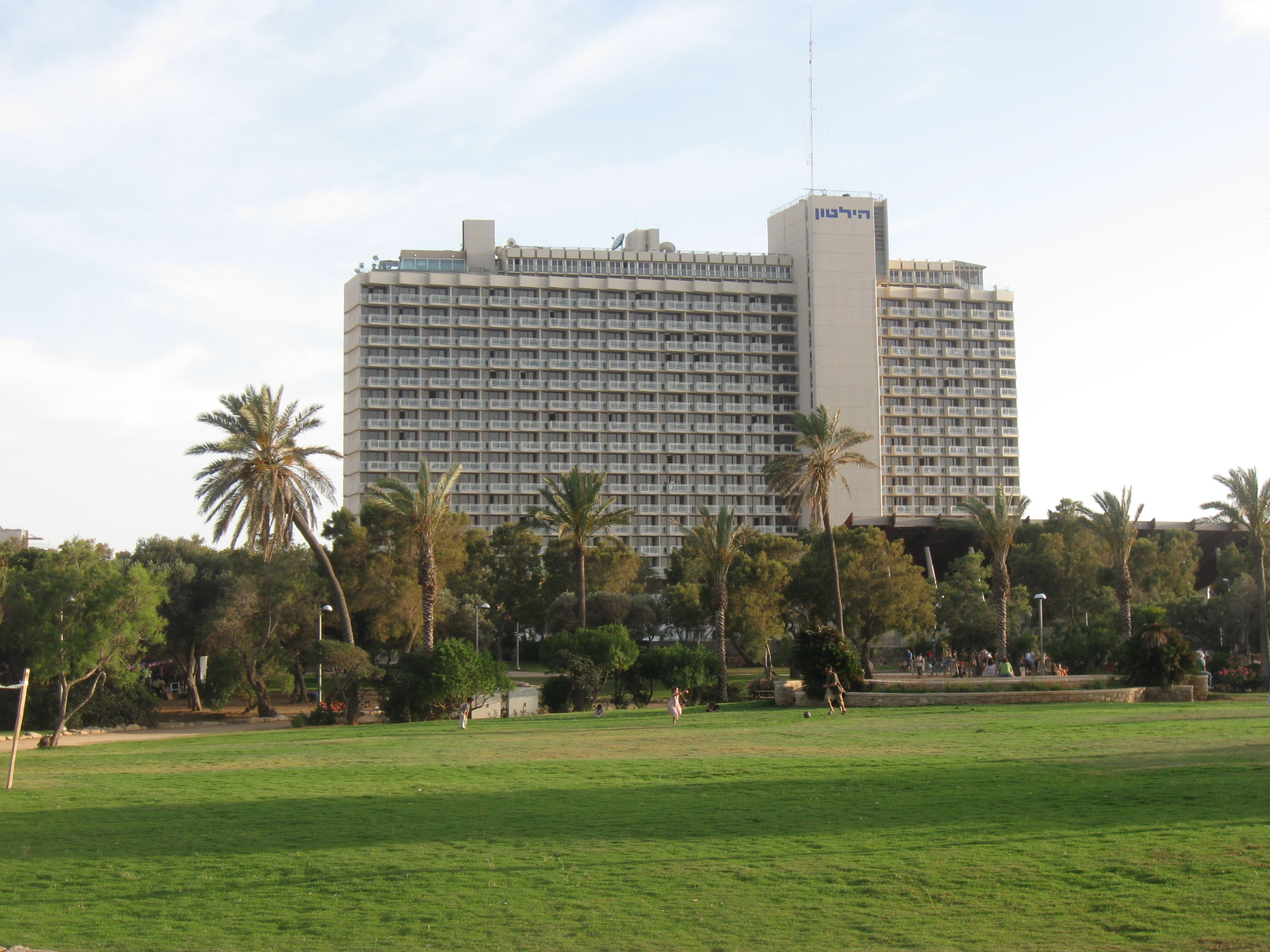

特拉維夫希爾頓酒店（希伯來語：מלון הילטון תל אביב）是國際連鎖酒店品牌希爾頓在以色列特拉維夫的酒店。這座酒店位於特拉維夫市中心的獨立公園，開業於1962年9月13日，在開業當時是特拉維夫最大和最現代的酒店。1970年和2000年，該酒店進行了兩次大規模翻新。